# O Gênio na Garrafa
O Gênio na Garrafa  (em alemão: "Der Geist im Glas") é um conto de fadas alemão recolhido pelos Irmãos Grimm. Desde a segunda edição dos “Contos de Grimm”, publicada em 1819, este conto foi registrado sob o número  99. Ele está posto no Sistema de classificação de Aarne-Thompson, sob o número 331.

## História
Era uma vez um velho lenhador e seu jovem filho. O lenhador sempre quis que seu filho fosse para a escola, mas não tinha dinheiro suficiente para dar ao filho uma educação completa. Assim, depois de alguns anos, ele teve que voltar para casa. O filho insistiu em ir para a floresta trabalhar com seu pai, mas o pai não o achava capaz de lidar com o trabalho duro. Durante uma pausa para o almoço, em vez de descansar, ele desafiou seu pai e foi vagando pela floresta, onde ele ouviu uma voz dizendo que estava preso na parte inferior da árvore. Lá, ele encontrou uma garrafa. Mas, quando ele abriu a garrafa, um gênio gigante saltou de dentro dela e disse que iria quebrar seu pescoço e matá-lo. O jovem lenhador, então, desafiou o gênio, dizendo que ele não tinha capacidade de voltar para dentro da garrafa. O gênio, para mostrar que realmente podia fazer o que quisesse, re-entrou na garrafa para mostrar ao menino como ele era forte, e o menino tampou a garrafa novamente. O gênio, chocado, começou a implorar ao filho do lenhador para abrir a garrafa de novo, mas ele se recusou a menos que o demônio prometesse beneficiá-lo. O gênio insistiu com ele e ofereceu-lhe muitas riquezas. O menino decidiu que valia a pena o risco e libertou o demônio. Este deu-lhe um tecido especial, com um lado que iria transformar qualquer objeto em prata pura e outro lado que iria curar qualquer doença. Depois de transformar o seu machado em prata, ele tentou cortar uma árvore na frente de seu pai, deformando a lâmina do machado. O pai ficou extremamente decepcionado, pois  teria que substituir o machado, que pertencia a seu vizinho. O garoto foi vender o machado e conseguiu quatrocentas  vezes mais dinheiro do que o necessário para pagar o machado quebrado. Finalmente, ele contou a seu pai a história do gênio na garrafa. Após isto, o pai reconheceu a inteligência do menino que o fez rico e era feliz. O menino voltou para a escola  e se tornou um médico bem sucedido e famoso, com a ajuda de seu tecido mágico que curava todas as doenças.